# Hódmezővásárhelyi Tájékozódási Futó Club
A Hódmezővásárhelyi Tájékozódási Futó Club (rövidítve: HTC, Hódmezővásárhelyi Tájfutó Club) hódmezővásárhelyi sportegyesület.

## A klub története
A tájékozódási futók kezdetben természetjáró szakosztályokban sportoltak. A szétválásra 1970-ben került sor, amikor önállósult a Magyar Tájékozódási Futó Szövetség. Az önálló Hódmezővásárhelyi Tájékozódási Futó Club 1991-ben alakult. A jogelődjei 1964-től vállalati vagy városi sportegyesületek szakosztályai voltak.

### A természetjáró tájékozódás (1958–1969)
A hódmezővásárhelyi szervezett természetjárás és tájékozódási futás bölcsője a Közgazdasági Technikum (később: Frankel Leó Szakközépiskola, ma: HISZK Eötvös József Székhelyintézmény). 1958-ban itt alakult meg az első természetjáró szakosztály Nagyillés Mihály fiatal tanár vezetésével. Túrákat, táborozásokat szerveztek. Az első hivatalos túrát 1958 áprilisában a Budai-hegyekben, az első vándortábort 1959 augusztusában a Mátrában rendezték.A Közgazdasági technikum természetjáró szakosztálya alapította a Győzelem Napja Kupát, amelynek mai jogutódja a Vásárhely Kupa.
Az iskola leánycsapata – Csák Katalin, Fejes Katalin, Gyovai Piroska, Nagy Rébék Mária – 1960-ban megnyerte a Csongrád megyei bajnokságot, és bejutott az országos férfidöntőbe, női bajnokságot ekkor még nem tartottak.
Az iskola diákjai több megyei versenyen szereztek dobogós helyezéseket, a leánycsapat az országos bajnokságon ezüstérmet nyert, többen I. osztályú minősítést szereztek. 1966-ban Pál Gyula és Gémes Zsuzsa meghívást kapott a magyar utánpótlás válogatottba. A legjobb eredmények 1967-ben születtek, amikor az országos nappali egyéni bajnokságon (ONEB) ifjúsági női kategóriában Herczeg Magdolna aranyérmes lett, a csapatbajnokságon (OCSB) bronzérmet szerzett a Hajdú Terézia, Herczegh Magdolna, Makó Katalin, Rostás Irén összeállítású csapat.
Az 1960-as években a vállalatok sorra alakítottak természetjáró versenyszakosztályokat, így: H. Spartacus, Állami Gazdaság, H. Textil, H. Medosz, Nívó KTSz. A Frankelból „kiöregedett” versenyzők a Medoszban (HTC jogelődjében) folytatták sportpályafutásukat. A bajnoki és kupaversenyek eredményei alapján a korszak legnevesebb versenyzői: Baranyai Antal, Bíró Sándor, C. Nagy Sándor, Pál Gyula, illetve Bacsa Sarolta, Farkas Katalin, Gémes Zsuzsa, Hajdú Terézia, Herczegh Magdolna, Jaksa Zsuzsa, Makó Katalin.

## Eredmények

### Felnőtt Bajnoki Címek
Rostás Irén
- Nappali Egyéni Bajnok (ONEB): 1979, 1983
- Hosszútávú Bajnok (HOB): 1978, 1979, 1980, 1981, 1982, 1984

### Senior Bajnoki Címek
1991
- ONEB N40: Rostás Irén

1993
- ONEB N40: Rostás Irén

1995
- Hosszútávú Egyéni Bajnokság (HOB) N35: Hidegné Laták Márta

1997
- HOB N45: Rostás Irén

1998
- HOB N45: Rostás Irén
- OCSB N40: Rostás Irén, Hidegné Laták Márta, Csorja Ida

1999
- HOB N45: Rostás Irén

2000
- HOB N45: Rostás Irén

2003
- HOB N45: Hidegné Laták Márta

2004
- HOB N45: Hidegné Laták Márta
- HOB N50: Rostás Irén
- Középtávú Egyéni Bajnokság (KOB) N50: Rostás Irén

2005
- ONEB F35: Dezső Sándor

2007
- OCSB F125: Csonka Antal, Juhász Gábor, Dezső Sándor

2008
- KOB N55: Rostás Irén

2009
- KOB N55: Rostás Irén

2010
- Pontbegyűjtő Csapat Bajnokság (PCSB) F125: Dezső Sándor, Csonka Antal, Juhász Gábor

### Elsőosztályú versenyzők
| Év   | Versenyző     | Ranglista hely | Rangsorpont |
| ---- | ------------- | -------------- | ----------- |
| 1998 | Dezső Sándor  | 17.            | 6,54        |
| 2000 | Forrai Gábor  | 16.            | 6,15        |
| 2001 | Dezső Sándor  | 18.            | 7,33        |
| 2004 | Forrai Gábor  | 11.            | 1,70        |
| 2004 | Forrai Miklós | 31.            | 7,89        |
| 2005 | Forrai Gábor  | 10.            | 2,88        |
| 2005 | Forrai Miklós | 25.            | 6,71        |

### Szakosztályi pontverseny
| Év   | Helyezés | Pont  | Klub neve                   |
| ---- | -------- | ----- | --------------------------- |
| 1975 | 13.      | 18,00 | HÓDGÉP-Metripond SE         |
| 1976 | 8.       | 32,70 | Hódmezővásárhelyi Városi SE |
| 1977 | 27.      | 7,90  | Hódmezővásárhelyi Városi SE |
| 1978 | 13.      | 22,10 | Hódmezővásárhelyi Városi SE |
| 1979 | 11.      | 71,90 | Hódmezővásárhelyi Városi SE |
| 1980 | 13.      | 62,80 | Hódmezővásárhelyi Városi SE |
| 1981 | 15.      | 61,60 | Hódmezővásárhelyi Városi SE |
| 1982 | 15.      | 61,60 | Hódmezővásárhelyi Városi SE |
| 1983 | 13.      | 70,50 | Hódmezővásárhelyi Városi SE |
| 1984 | 14.      | 60,60 | Hódmezővásárhelyi Városi SE |
| 1985 | 21.      | 44,60 | Hódmezővásárhelyi Városi SE |
| 1986 | 22.      | 44,00 | Hódmezővásárhelyi Városi SE |
| 1987 | 38.      | 13,20 | Hódmezővásárhelyi Városi SE |
| 1988 | 30.      | 19,00 | Hódmezővásárhelyi Városi SE |
| 1989 | 27.      | 24,60 | Hódmezővásárhelyi Városi SE |
| 1990 | 22.      | 28,30 | Hódmezővásárhelyi Városi SE |

| Év   | Helyezés | Pont  | Év   | Helyezés | Pont   |
| ---- | -------- | ----- | ---- | -------- | ------ |
| 1991 | 27.      | 36,90 | 2006 | na       | na     |
| 1992 | 27.      | 34,50 | 2007 | 28.      | 92,28  |
| 1993 | 20.      | 55,50 | 2008 | 26.      | 111,45 |
| 1994 | 15.      | 84,10 | 2009 | 22.      | 151,93 |
| 1995 | 18.      | 72,00 | 2010 | 17.      | 158,36 |
| 1996 | 15.      | 77,80 |      |          |        |
| 1997 | 13.      | 97,30 |      |          |        |
| 1998 | 14.      | 76,90 |      |          |        |
| 1999 | 12.      | 91,90 |      |          |        |
| 2000 | na       | na    |      |          |        |
| 2001 | 20.      | 41,00 |      |          |        |
| 2002 | na       | na    |      |          |        |
| 2003 | 21.      | 54,90 |      |          |        |
| 2004 | 19.      | 52,20 |      |          |        |
| 2005 | na       | na    |      |          |        |

### Bajnoki Pontverseny
| Év   | Helyezés | Pont | Klub neve                   |
| ---- | -------- | ---- | --------------------------- |
| 1971 | 15       | 3    | HÓDGÉP SK                   |
| 1972 | 18.      | 3    | HÓDGÉP SK                   |
| 1973 | -        | 0    | HÓDGÉP SK                   |
| 1974 | 14.      | 7    | HÓDGÉP-Metripond SE         |
| 1975 | 8.       | 13   | HÓDGÉP-Metripond SE         |
| 1976 | 8.       | 15   | Hódmezővásárhelyi Városi SE |
| 1977 | -        | 0    | Hódmezővásárhelyi Városi SE |
| 1978 | 14.      | 11   | Hódmezővásárhelyi Városi SE |
| 1979 | na       | na   | Hódmezővásárhelyi Városi SE |
| 1980 | 14.      | 10   | Hódmezővásárhelyi Városi SE |
| 1981 | 13.      | 15   | Hódmezővásárhelyi Városi SE |
| 1982 | 16.      | 12   | Hódmezővásárhelyi Városi SE |
| 1983 | 14.      | 14   | Hódmezővásárhelyi Városi SE |
| 1984 | 16.      | 9    | Hódmezővásárhelyi Városi SE |
| 1985 | 19.      | 12   | Hódmezővásárhelyi Városi SE |
| 1986 | 20.      | 6    | Hódmezővásárhelyi Városi SE |
| 1987 | -        | 0    | Hódmezővásárhelyi Városi SE |
| 1988 | -        | 0    | Hódmezővásárhelyi Városi SE |
| 1989 | 24.      | 2    | Hódmezővásárhelyi Városi SE |
| 1990 | -        | 0    | Hódmezővásárhelyi Városi SE |

| Év   | Helyezés | Pont | Év   | Helyezés | Pont |
| ---- | -------- | ---- | ---- | -------- | ---- |
| 1991 | -        | 0    | 2006 | 26.      | 5    |
| 1992 | 29.      | 4    | 2007 | 27.      | 4    |
| 1993 | 29.      | 6    | 2008 | 23.      | 7    |
| 1994 | 15.      | 22   | 2009 | 32.      | 5    |
| 1995 | 25.      | 11   | 2010 | 15.      | 35   |
| 1996 | 15.      | 27   |      |          |      |
| 1997 | 10.      | 37   |      |          |      |
| 1998 | 12.      | 28   |      |          |      |
| 1999 | 10.      | 45   |      |          |      |
| 2000 | 19.      | 12   |      |          |      |
| 2001 | 16.      | 19   |      |          |      |
| 2002 | 23.      | 9    |      |          |      |
| 2003 | 20.      | 14,5 |      |          |      |
| 2004 | 18.      | 22   |      |          |      |
| 2005 | 20.      | 17   |      |          |      |

## Hódmezővásárhely Kupa Helyszínei
| Év   | Verseny neve                   | Versenyközpont             | Térkép neve                  |  |
| ---- | ------------------------------ | -------------------------- | ---------------------------- |  |
| 1959 | Győzelem Napja vándordijas ev. | Mindszent                  |                              |  |
| 1960 | Győzelem Napja vándordijas ev. | Hódmezővásárhely-Kishomok  |                              |  |
| 1961 | Győzelem Napja vándordijas ev. | Derekegyház-Ördöngős       |                              |  |
| 1962 | Győzelem Napja vándordijas ev. | Hódmezővásárhely           |                              |  |
| 1963 | Győzelem Napja vándordijas ev. | Nagymágocs                 |                              |  |
| 1964 | Győzelem Napja vándordijas ev. |                            |                              |  |
| 1965 | Győzelem Napja vándordijas ev. | Mindszent                  |                              |  |
| 1966 | Győzelem Napja vándordijas ev. |                            |                              |  |
| 1967 | Győzelem Napja vándordijas ev. | Hódmezővásárhely           |                              |  |
| 1968 | Győzelem Napja vándordijas ev. | Mártély                    |                              |  |
| 1969 | Hódmezővásárhely Kupa          | Hódmezővásárhely           | "Kása-erdő"                  |  |
| 1970 | Hódmezővásárhely Kupa          | Hódmezővásárhely           | "Kása-erdő"                  |  |
| 1971 | Hódmezővásárhely Kupa          | Mindszent                  |                              |  |
| 1972 | Hódmezővásárhely Kupa          | Budai-hegység, Nagykovácsi | "Kutyahegy-Kisszénás"        |  |
| 1973 | Hódmezővásárhely Kupa          | Pilis hegység, Piliscsaba  | "Szirtes-tető"               |  |
| 1974 | Hódmezővásárhely Kupa          | Doboz                      | "Szanazug"                   |  |
| 1975 | I. Porcelán Kupa               | Ópusztaszer                |                              |  |
| 1976 | II. Porcelán Kupa              | Mártély                    | "Ányási-sziget"              |  |
| 1977 | Hódmezővásárhely Kupa          | Mártély                    | "Ányási-sziget"              |  |
| 1978 | Hódmezővásárhely Kupa          | Ásotthalom                 | "Bach-kápolna"               |  |
| 1978 | "Éjszakai Kupa"                | Hódmezővásárhely           | "Kása-erdő"                  |  |
| 1979 | Hódmezővásárhely Kupa          | Mártély                    | "Ányási-sziget"              |  |
| 1979 | HVSE Kupa I. forduló           | Sándorfalva                |                              |  |
| 1979 | HVSE Kupa II. fordukó          | Ópusztaszer                |                              |  |
| 1979 | HVSE Kupa III-IV. forduló      | Ásotthalom                 |                              |  |
| 1980 | Hódmezővásárhely Kupa          | Jakabszállás               | "Kisasszony-erdő"            |  |
| 1981 | Hódmezővásárhely Kupa          | Mártély                    | "Ányási-sziget"              |  |
| 1982 | Hódmezővásárhely Kupa          | Sándorfalva                |                              |  |
| 1983 | Hódmezővásárhely Kupa          | Ásotthalom                 |                              |  |
| 1984 | Hódmezővásárhely Kupa          | Mártély                    | "Ányási-sziget"              |  |
| 1985 | Hódmezővásárhely Kupa          | Hódmezővásárhely           | "Kása-erdő"                  |  |
| 1986 | Hódmezővásárhely Kupa          | Hódmezővásárhely           | "Kása-erdő"                  |  |
| 1987 | Hódmezővásárhely Kupa          | Ásotthalom                 |                              |  |
| 1988 | I. Metripond Kupa              | Nagykőrös                  | "Nyárkút"                    |  |
| 1988 | Hódmezővásárhely Kupa          | Hódmezővásárhely           | "Kása-erdő"                  |  |
| 1989 | II. Metripond Kupa             | Lakitelek                  | "Szikra"                     |  |
| 1989 | Hódmezővásárhely Kupa          | Hódmezővásárhely           | "Kása-erdő"                  |  |
| 1990 | III. Metripond Kupa            | Ruzsa                      | "Ruzsai-erdő"                |  |
| 1990 | Hódmezővásárhely Kupa          | Ruzsa                      | "Ruzsai-erdő"                |  |
| 1991 | IV. Metripond Kupa             | Ásotthalom                 | "Gárgyán-erdő"               |  |
| 1991 | Hódmezővásárhely Kupa          | Ásotthalom                 | "Kápolna"                    |  |
| 1992 | V. Metripond Kupa              | Ásotthalom                 | "Gárgyán-erdő"               |  |
| 1992 | Hódmezővásárhely Kupa          | Ásotthalom                 | "Gárgyán-erdő"               |  |
| 1993 | Hódmezővásárhely Kupa          | Pirtó                      |                              |  |
| 1994 | Hódmezővásárhely Kupa          | Ásotthalom                 | "Gárgyán-erdő"               |  |
| 1995 | Hódmezővásárhely Kupa          | Jakabszállás               | "Kisasszony-erdő"            |  |
| 1996 | Hódmezővásárhely Kupa          | Ópusztaszer                |                              |  |
| 1997 | Hódmezővásárhely Kupa          | Ásotthalom                 | "Gárgyán-erdő"               |  |
| 1998 | Hódmezővásárhely Kupa          | Ópusztaszer                |                              |  |
| 1999 | Hódmezővásárhely Kupa          | Ásotthalom                 | "Gárgyán-erdő"               |  |
| 2000 | Vásárhely Kupa                 | Jánoshalma                 | "Teréz-Halom"                |  |
| 2001 | Vásárhely Kupa                 | Kunfehértó                 | "Zsivány-domb"               |  |
| 2002 | Vásárhely Kupa                 | Kelebia                    | "Kolbászsor"                 |  |
| 2003 | Vásárhely Kupa                 | Hódmezővásárhely           |                              |  |
| 2004 | Vásárhely Kupa                 | Hódmezővásárhely           |                              |  |
| 2005 | Vásárhely Kupa                 | Gyopárosfürdő              |                              |  |
| 2006 | Vásárhely Kupa                 | Gyopárosfürdő              |                              |  |
| 2007 | Vásárhely Kupa                 | Hódmezővásárhely           |                              |  |
| 2008 | Kaszeper Kupa                  | Kaszaper                   |                              |  |
| 2008 | Vásárhely Kupa                 | Sándorfalva                |                              |  |
| 2009 | Vásárhely Kupa                 | Nagymágocs                 |                              |  |
| 2010 | Vásárhely Kupa                 | Ásotthalom                 | "Tanulmányi erdő"            |  |
| 2011 | Vásárhely Kupa                 | Sándorfalva                |                              |  |
| 2012 | Vásárhely Kupa                 | Hódmezővásárhely           | "Hódmezővásárhely-Kertváros" |  |